# Olympische Sommerspiele 2004/Leichtathletik – 100 m Hürden (Frauen)
Der 100-Meter-Hürdenlauf der Frauen bei den Olympischen Spielen 2004 in Athen wurde am 22., 23. und 24. August 2004 im Olympiastadion Athen ausgetragen. 37 Athletinnen nahmen teil.
Olympiasiegerin wurde die US-Amerikanerin Joanna Hayes. Sie gewann vor der Ukrainerin Olena Krassowska und der US-Amerikanerin Melissa Morrison.
Für Deutschland gingen Kirsten Bolm, Nadine Hentschke und Juliane Sprenger an den Start. Hentschke und Sprenger schieden in der Vorrunde aus, Bolm konnte ihr Halbfinalrennen nicht beenden.

Athletinnen aus der Schweiz, Österreich und Liechtenstein nahmen nicht teil.

## Aktuelle Titelträgerinnen
| Olympiasiegerin 2000                      | Olga Schischigina ( Kasachstan)   | 12,65 s | Sydney 2000        |
| Weltmeisterin 2003                        | Perdita Felicien ( Kanada)        | 12,53 s | Paris 2003         |
| Europameisterin 2002                      | Glory Alozie ( Spanien)           | 12,73 s | München 2002       |
| Panamerikanische Meisterin 2003           | Brigitte Foster ( Jamaika)        | 12,67 s | Santo Domingo 2003 |
| Zentralamerika und Karibik-Meisterin 2003 | Delloreen Ennis-London ( Jamaika) | 11,32 s | St. George’s 2003  |
| Südamerika-Meisterin 2003                 | Gilvaneide Parrela ( Jamaika)     | 12,70 s | Barquisimeto 2003  |
| Asienmeisterin 2003                       | Su Yiping ( Volksrepublik China)  | 13,09 s | Manila 2003        |
| Afrikameisterin 2004                      | Rosa Rakotozafy ( Madagaskar)     | 13,73 s | Brazzaville 2004   |
| Ozeanienmeisterin 2002                    | Rachel Rogers ( Fidschi)          | 15,39 s | Christchurch 2002  |

## Rekorde

### Bestehende Rekorde
| Weltrekord         | 12,21 s | Jordanka Donkowa ( Bulgarien) | Stara Sagora, Bulgarien   | 20. August 1988    |
| Olympischer Rekord | 12,38 s | Jordanka Donkowa ( Bulgarien) | Finale OS Seoul, Südkorea | 30. September 1988 |

### Rekordverbesserungen
Der Olympiarekord wurde verbessert und außerdem gab es einen neuen Landesrekord:
- Olympiarekord: 12,37 s – Joanna Hayes (USA), Finale am 24. August bei einem Rückenwind von 0,5 m/s
- Landesrekord: 12,74 s – Nadine Faustin-Parker (Haiti), erstes Halbfinale am 23. August bei einem Rückenwind von 1,7 m/s

## Vorrunde
Insgesamt wurden fünf Vorläufe absolviert. Für das Halbfinale qualifizierten sich pro Lauf die ersten zwei Athletinnen (hellblau unterlegt). Darüber hinaus kamen die sechs Zeitschnellsten, die sogenannten Lucky Loser (hellgrün unterlegt), weiter.
Anmerkung: Alle Zeitangaben sind auf Ortszeit Athen (UTC+2) bezogen.

### Vorlauf 1

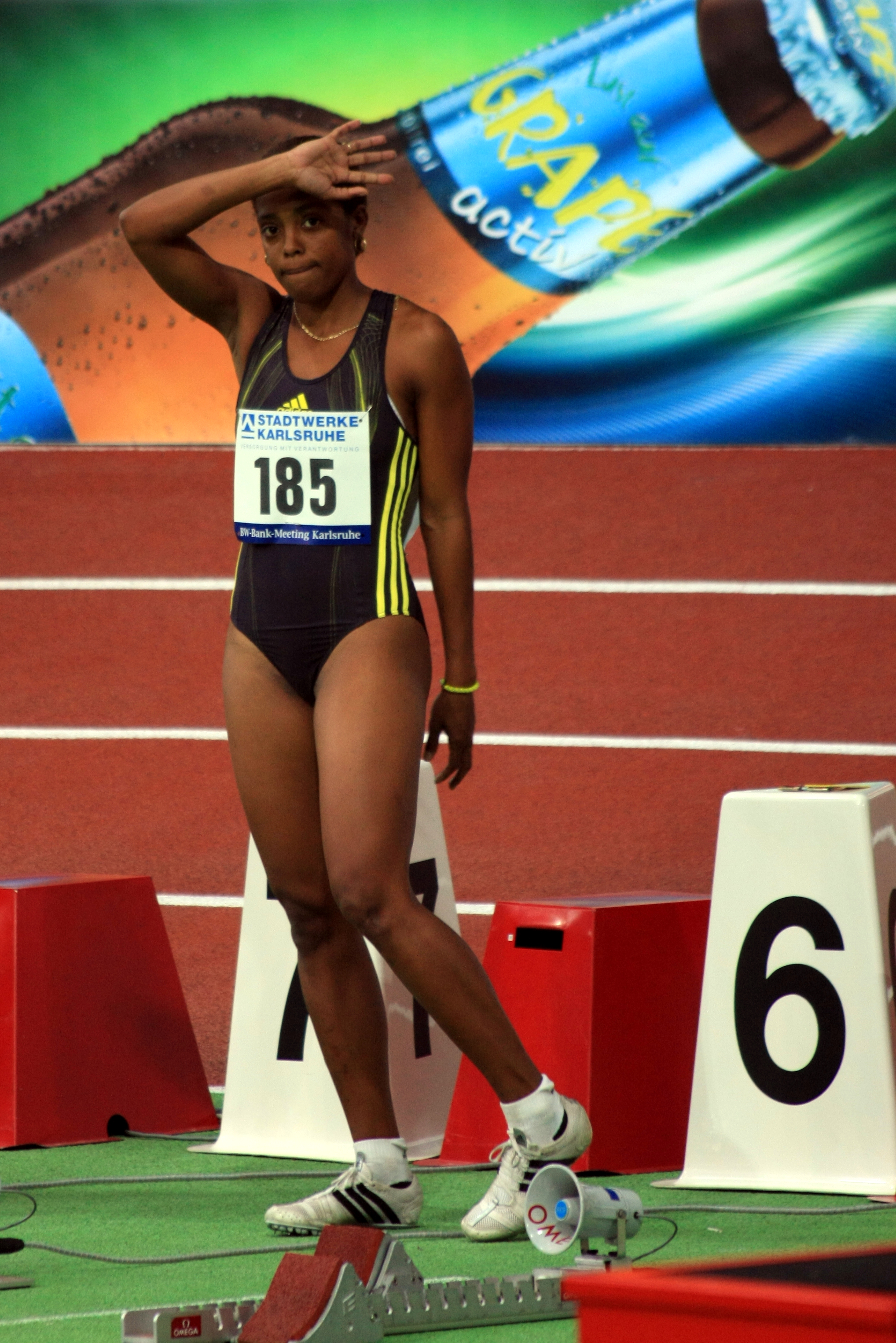
Anay Tejeda – ausgeschieden als Fünfte des ersten Vorlaufs
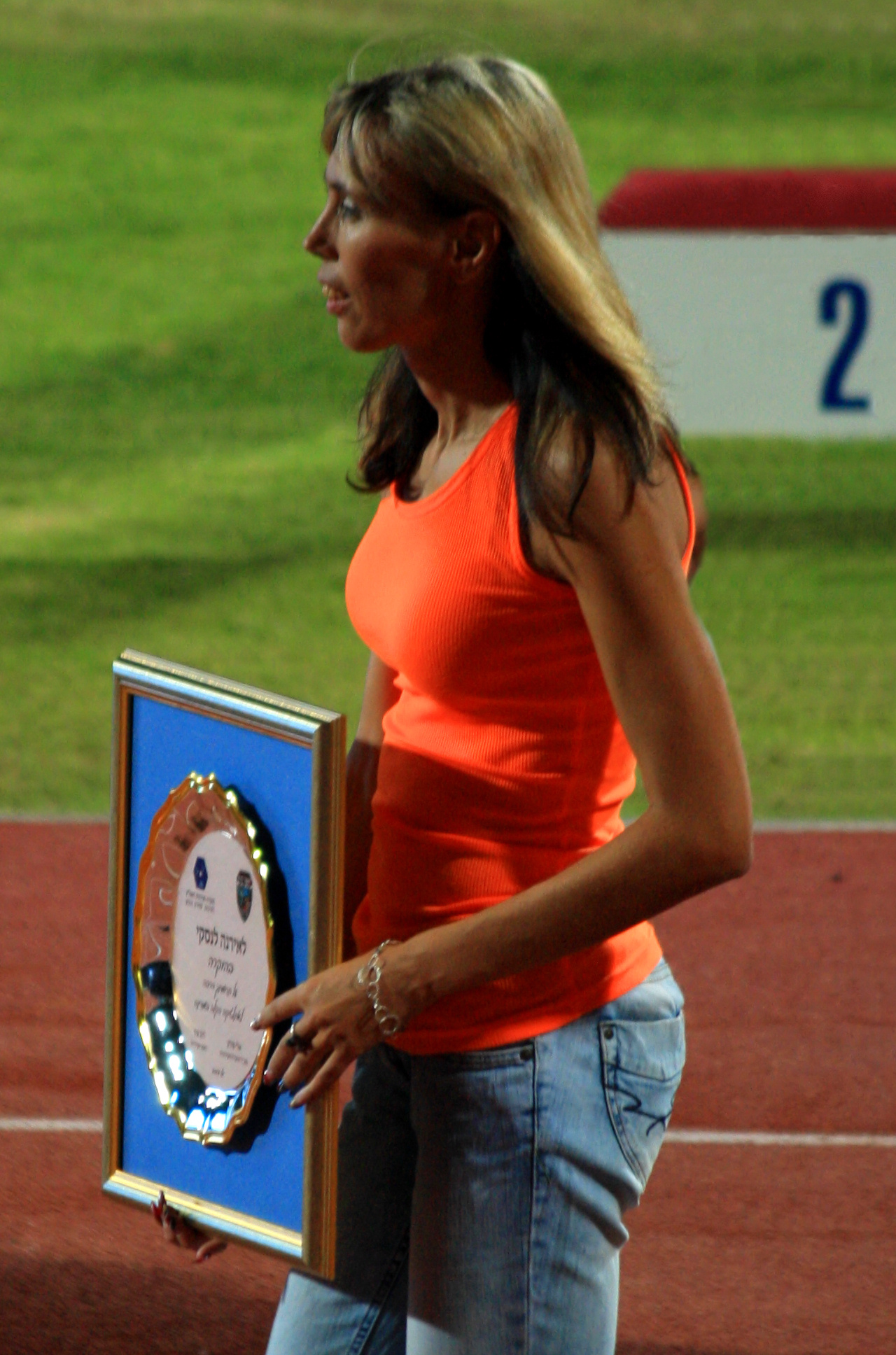
Irina Lenskiy (Foto: 2013) – ausgeschieden als Siebte des ersten Vorlaufs

22. August 2004, 19:35 Uhr
Wind: −1,2 m/s
| Platz | Name                   | Nation      | Zeit (s) |
| ----- | ---------------------- | ----------- | -------- |
| 1     | Melissa Morrison       | USA         | 12,76    |
| 2     | Delloreen Ennis-London | Jamaika     | 12,77    |
| 3     | Nadine Faustin-Parker  | Haiti       | 12,94    |
| 4     | Aliuska López          | Spanien     | 13,21    |
| 5     | Anay Tejeda            | Kuba        | 13,24    |
| 6     | Juliane Sprenger       | Deutschland | 13,28    |
| 7     | Irina Lenskiy          | Israel      | 13,75    |
| 8     | Céline Laporte         | Seychellen  | 13,92    |

### Vorlauf 2
22. August 2004, 19:42 Uhr
Wind: −0,9 m/s

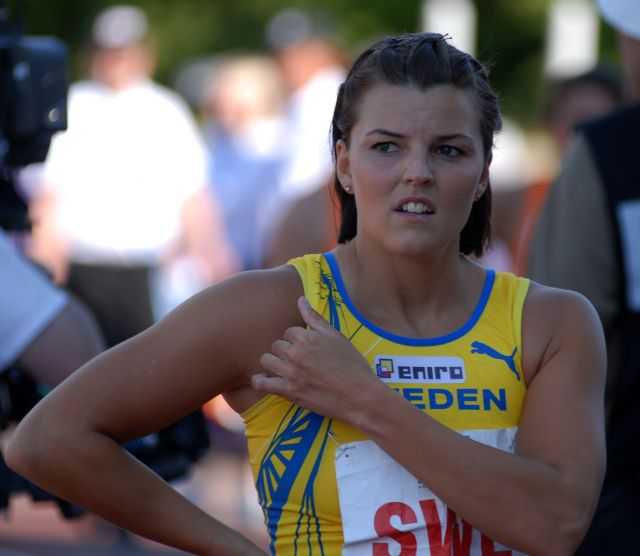
Jenny Kallur – ausgeschieden
als Fünfte des zweiten Vorlaufs

Glory Alozie gewann 2000 in Sydney die Silbermedaille für ihr Heimatland Nigeria. Alozie war schon 1997 nach Spanien übergesiedelt, erhielt im Juli 2001 die spanische Staatsbürgerschaft und startete von da an für Spanien.
| Platz | Name                 | Nation      | Zeit (s) |
| ----- | -------------------- | ----------- | -------- |
| 1     | Brigitte Foster      | Jamaika     | 12,83    |
| 2     | Glory Alozie         | Spanien     | 12,92    |
| 3     | Angela Whyte         | Kanada      | 13,01    |
| 4     | Linda Ferga-Khodadin | Frankreich  | 13,0     |
| 5     | Jenny Kallur         | Schweden    | 13,11    |
| 6     | Nadine Hentschke     | Deutschland | 13,36    |
| 7     | Rosa Rakotozafy      | Madagaskar  | 13,67    |
| 8     | Trecia Roberts       | Thailand    | 13,80    |

### Vorlauf 3

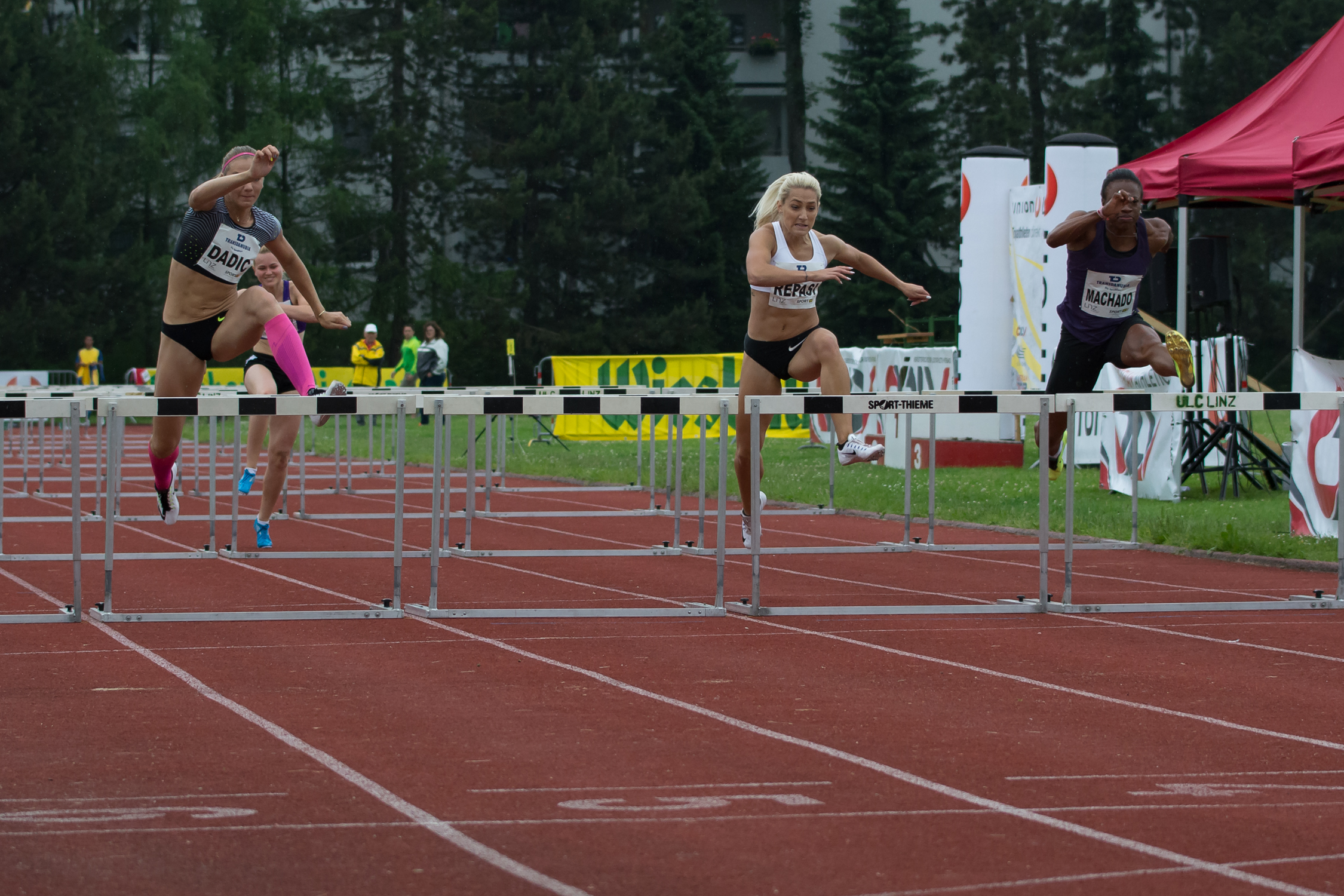
Maíla Machado (ganz rechts) – ausgeschieden
als Sechste des dritten Vorlaufs

22. August 2004, 19:49 Uhr
Wind: 0,0 m/s
| Platz | Name                  | Nation              | Zeit (s) |
| ----- | --------------------- | ------------------- | -------- |
| 1     | Marija Korotejewa     | Russland            | 12,72    |
| 2     | Perdita Felicien      | Kanada              | 12,73    |
| 3     | Lacena Golding-Clarke | Jamaika             | 12,86    |
| 4     | Susanna Kallur        | Schweden            | 12,89    |
| 5     | Flora Redoumi         | Griechenland        | 13,14    |
| 6     | Maíla Machado         | Brasilien           | 13,35    |
| 7     | Su Yiping             | Volksrepublik China | 13,53    |

### Vorlauf 4

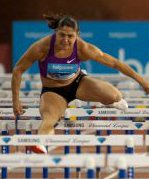
Priscilla Lopes-Schliep – ausgeschieden als Fünfte des vierten Vorlaufs
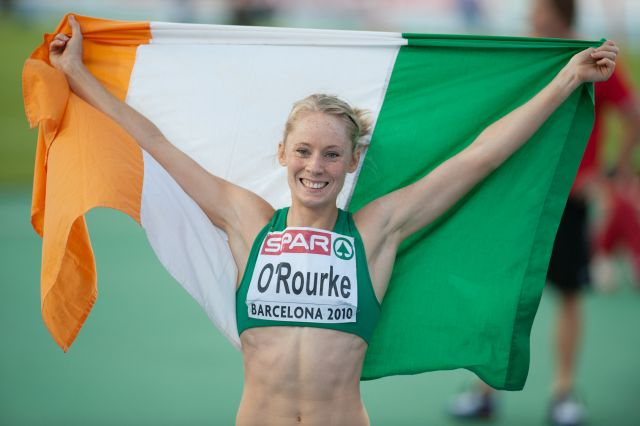
Derval O'Rourke – ausgeschieden als Siebte des vierten Vorlaufs

22. August 2004, 19:56 Uhr
Wind: −1,4 m/s
| Platz | Name                    | Nation                       | Zeit (s) |
| ----- | ----------------------- | ---------------------------- | -------- |
| 1     | Joanna Hayes            | USA                          | 12,71    |
| 2     | Natalja Russakowa       | Russland                     | 12,90    |
| 3     | Aurelia Trywiańska      | Polen                        | 13,01    |
| 4     | Nicole Ramalalanirina   | Frankreich                   | 13,07    |
| 5     | Priscilla Lopes-Schliep | Kanada                       | 13,08    |
| 6     | Sarah Claxton           | Großbritannien               | 13,14    |
| 7     | Derval O’Rourke         | Irland                       | 13,46    |
| 8     | Maria-Joëlle Conjungo   | Zentralafrikanische Republik | 14,24    |

### Vorlauf 5

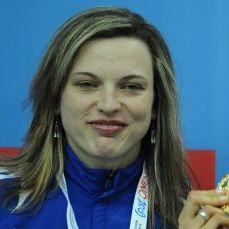
Lucie Škrobáková – ausgeschieden als Fünfte des fünften Vorlaufs
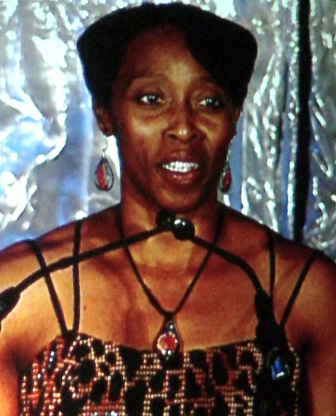
Gail Devers – im fünften Vorlauf nicht im Ziel

22. August 2004, 20:03 Uhr
Wind: −0,9 m/s
| Platz | Name                | Nation      | Zeit (s) |
| ----- | ------------------- | ----------- | -------- |
| 1     | Reïna-Flor Okori    | Frankreich  | 12,81    |
| 2     | Irina Schewtschenko | Russland    | 12,82    |
| 3     | Olena Krassowska    | Ukraine     | 12,84    |
| 4     | Kirsten Bolm        | Deutschland | 12,85    |
| 5     | Lucie Škrobáková    | Tschechien  | 13,51    |
| DNF   | Gail Devers         | USA         |          |
| DNS   | Swetla Pischtikowa  | Bulgarien   |          |

## Halbfinale
Für das Finale qualifizierten sich in den beiden Läufen die jeweils ersten vier Läuferinnen (hellblau unterlegt).

### Lauf 1

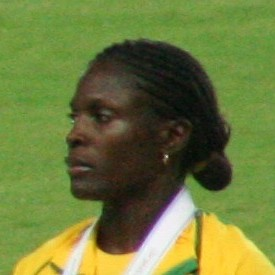
Delloreen Ennis-London – ausgeschieden als Fünfte des ersten Halbfinals
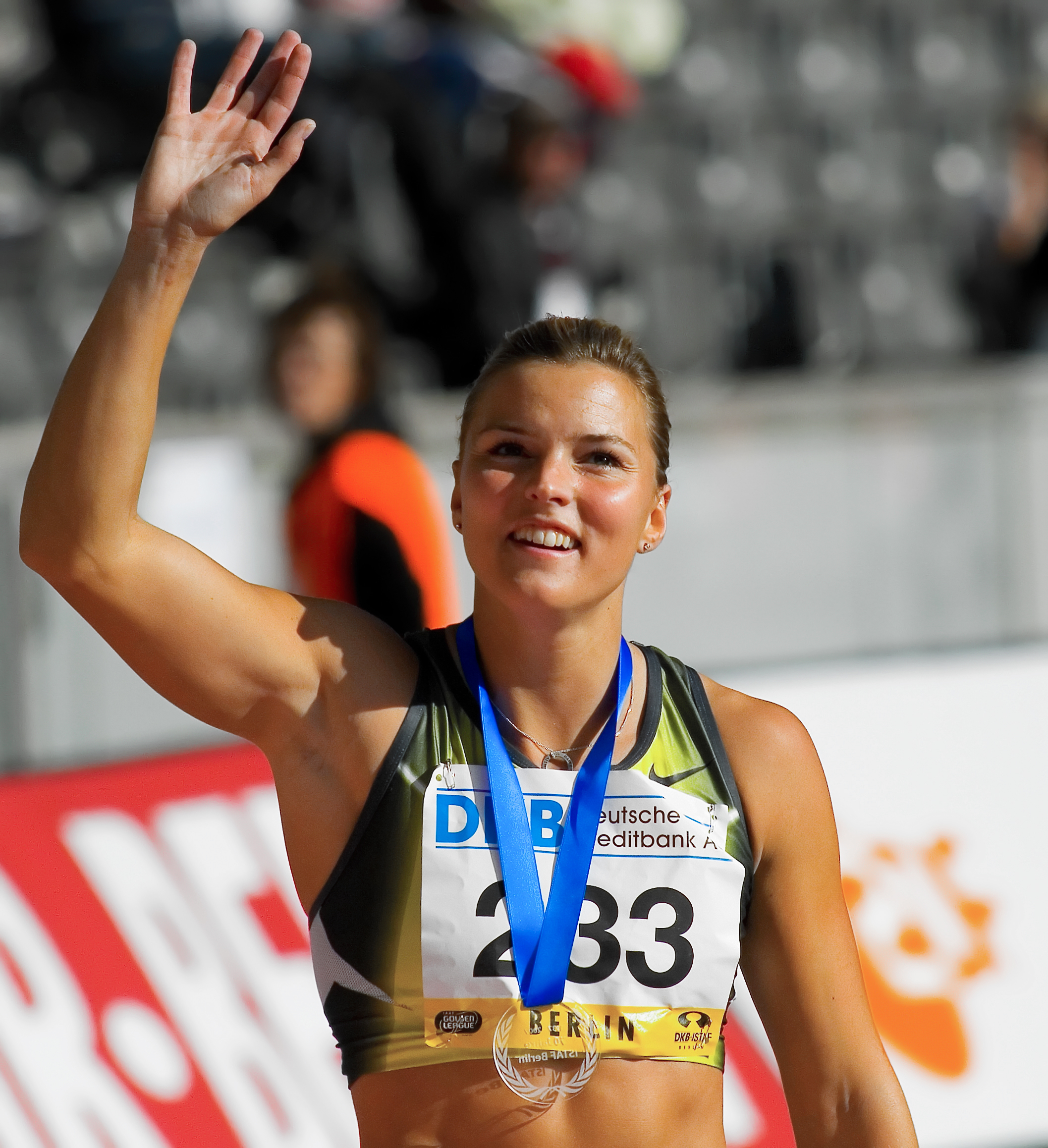
Susanna Kallur – ausgeschieden als Siebte des ersten Halbfinals
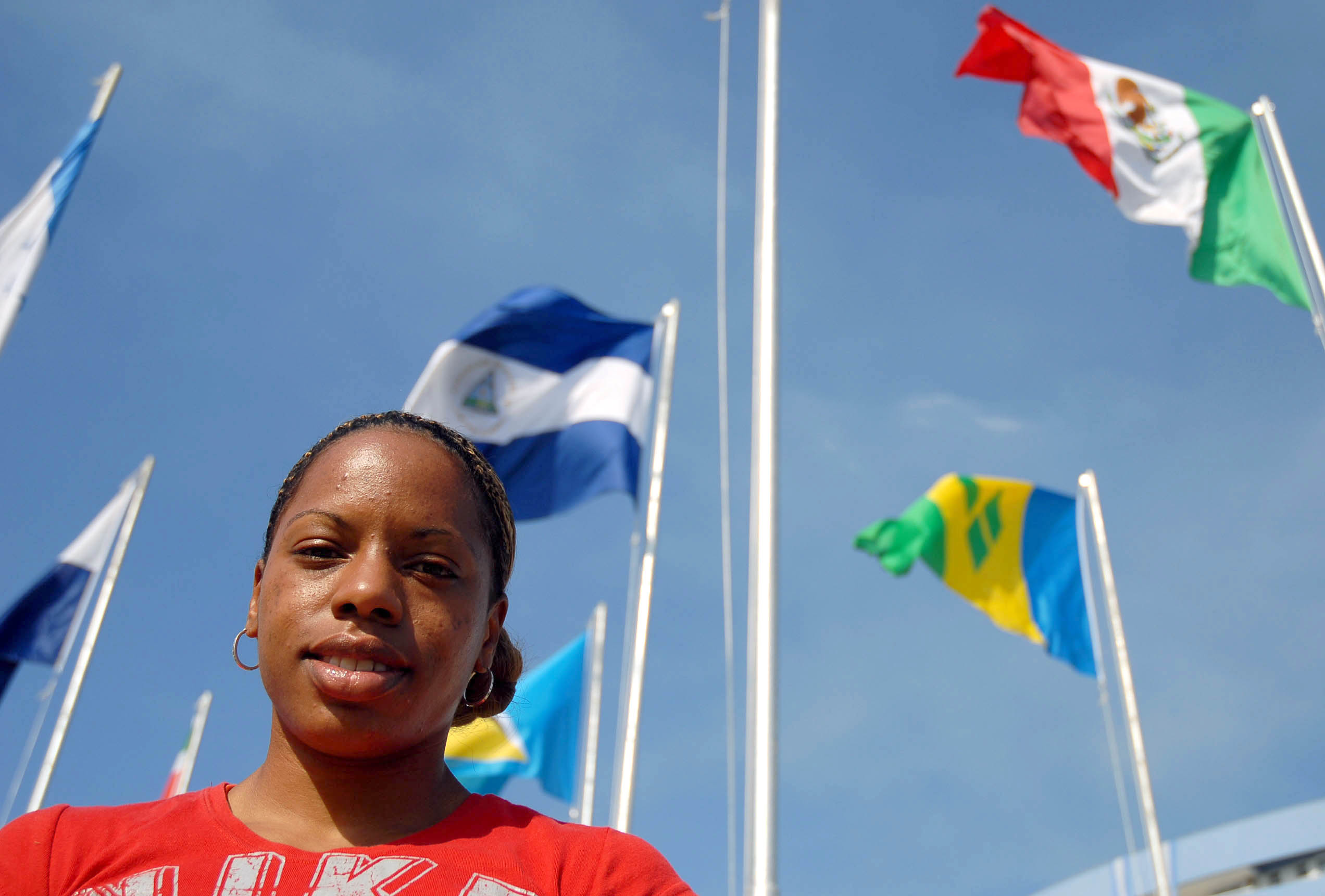
Nadine Faustin-Parker – trotz neuen Landesrekords als Achte des ersten Halbfinals ausgeschieden

23. August 2004, 19:00 Uhr
Wind: +1,7 m/s
| Platz | Name                   | Nation   | Zeit (s) | Anmerkung |
| ----- | ---------------------- | -------- | -------- | --------- |
| 1     | Perdita Felicien       | Kanada   | 12,49    |           |
| 2     | Melissa Morrison       | USA      | 12,53    |           |
| 3     | Olena Krassowska       | Ukraine  | 12,58    |           |
| 4     | Marija Korotejewa      | Russland | 12,60    |           |
| 5     | Delloreen Ennis-London | Jamaika  | 12,60    |           |
| 6     | Glory Alozie           | Spanien  | 12,62    |           |
| 7     | Susanna Kallur         | Schweden | 12,67    |           |
| 8     | Nadine Faustin-Parker  | Haiti    | 12,74    | NR        |

### Lauf 2

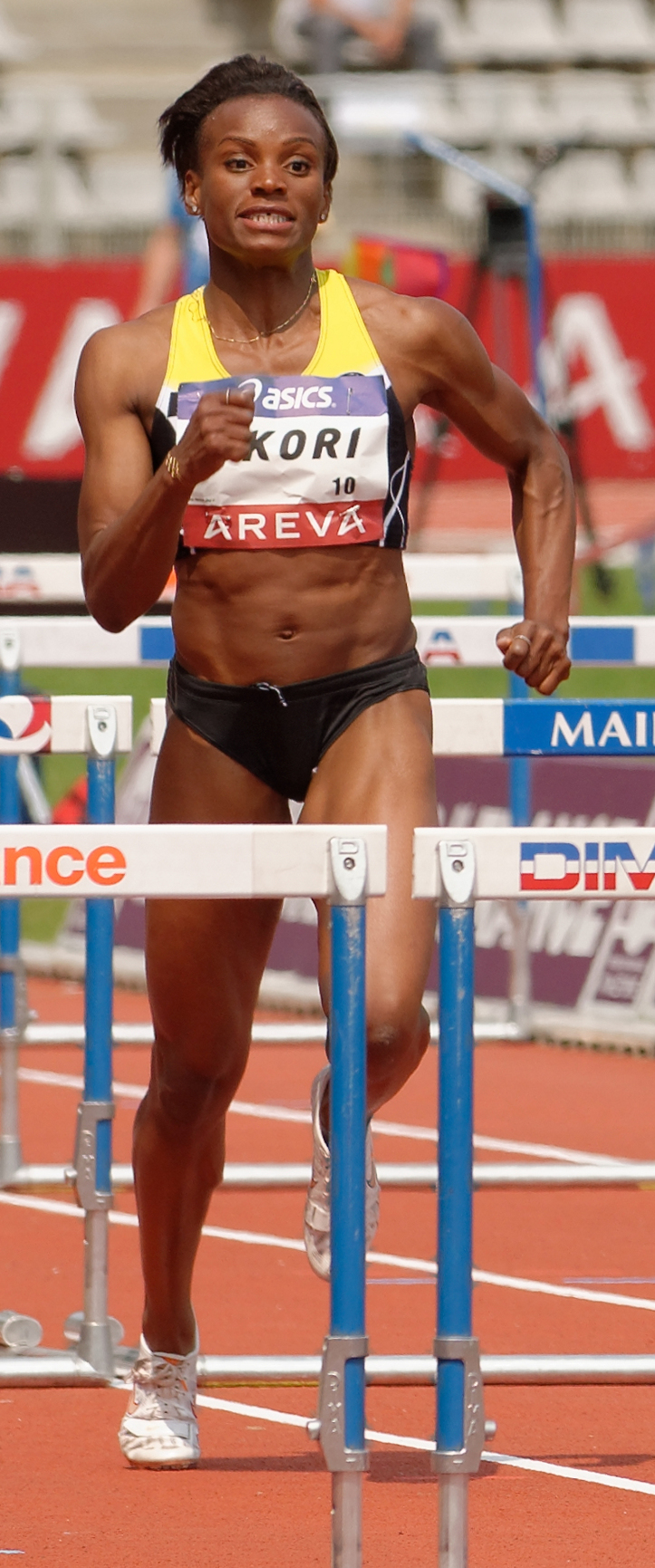
Reïna-Flor Okori – ausgeschieden als Sechste des zweiten Halbfinals
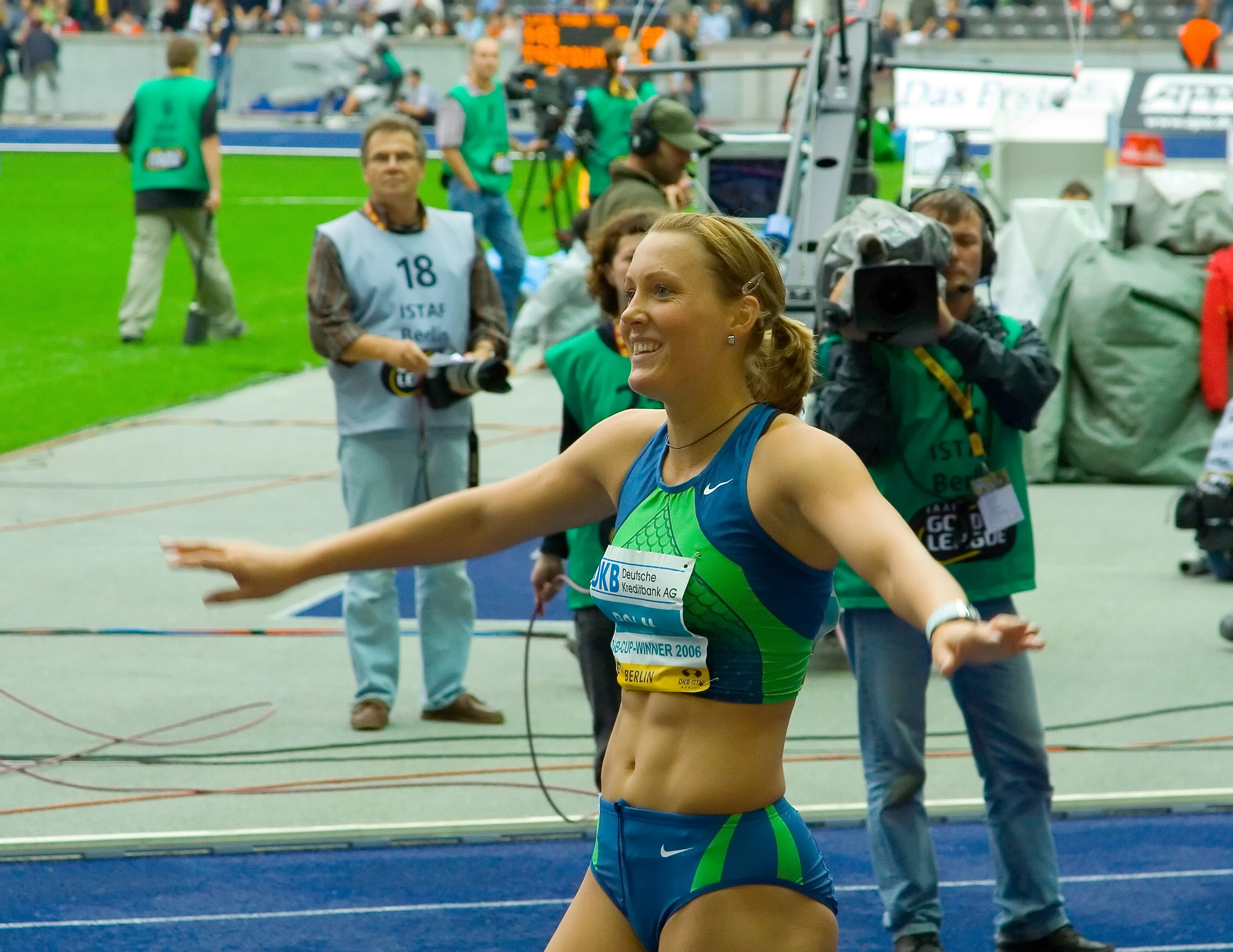
Kirsten Bolm – im zweiten Halbfinale nicht im Ziel

23. August 2004, 19:08 Uhr
Wind: +1,9 m/s
| Platz | Name                  | Nation      | Zeit (s) |
| ----- | --------------------- | ----------- | -------- |
| 1     | Joanna Hayes          | USA         | 12,48    |
| 2     | Irina Schewtschenko   | Russland    | 12,67    |
| 3     | Lacena Golding-Clarke | Jamaika     | 12,69    |
| 4     | Angela Whyte          | Kanada      | 12,69    |
| 5     | Natalja Russakowa     | Russland    | 12,76    |
| 6     | Reïna-Flor Okori      | Frankreich  | 12,81    |
| DNF   | Kirsten Bolm          | Deutschland |          |
| DNS   | Brigitte Foster       | Jamaika     |          |

## Finale
24. August 2004, 22:30 Uhr
Wind: +0,5 m/s
| Platz | Name                  | Nation   | Zeit (s) | Anmerkung |
| ----- | --------------------- | -------- | -------- | --------- |
| 1     | Joanna Hayes          | USA      | 12,37    | OR        |
| 2     | Olena Krassowska      | Ukraine  | 12,45    |           |
| 3     | Melissa Morrison      | USA      | 12,56    |           |
| 4     | Marija Korotejewa     | Russland | 12,72    |           |
| 5     | Lacena Golding-Clarke | Jamaika  | 12,73    |           |
| 6     | Angela Whyte          | Kanada   | 12,81    |           |
| DNF   | Perdita Felicien      | Kanada   |          |           |
| DNF   | Irina Schewtschenko   | Russland |          |           |

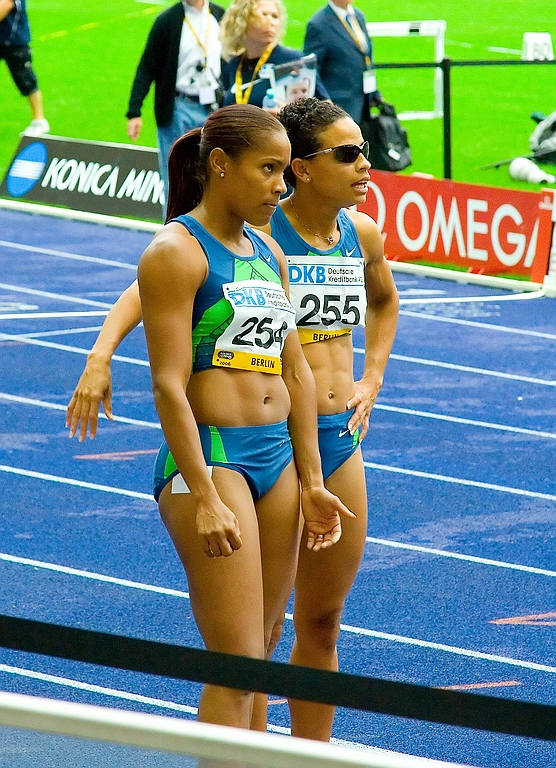
Joanna Hayes (rechts. links neben ihr Brigitte Foster, die zu ihrem Halbfinale
nicht hatte antreten können) wurde zur
Überraschungssiegerin des Hürdensprints

Für das Finale hatten sich zwei Kanadierinnen, zwei Russinnen und zwei US-Amerikanerinnen sowie je eine Starterin aus Jamaika und der Ukraine qualifiziert.
Als Favoritin galt die kanadische Weltmeisterin Perdita Felicien. Aber mit Vizeweltmeisterin Brigitte Foster aus Jamaika, der jetzt für Spanien startenden WM-Vierten und Europameisterin Glory Alozie – bei den Olympischen Spielen 2000 noch für Nigeria Silbermedaillengewinnerin – gab es starke Konkurrenz. Auch die in der Vergangenheit sehr erfolgreiche US-Amerikanerin Gail Devers war wieder mit dabei. Doch von den genannten Favoritinnen schaffte es einzig Felicien bis ins Finale. So war sie umso mehr Hauptanwärterin für den Olympiasieg.
Im Finalrennen erreichten von den gestarteten acht Hürdensprinterinnen nur sechs das Ziel. Gleich an der ersten Hürde kam die kanadische Weltmeisterin nach einem eigentlich guten Start aus dem Tritt und verließ ihre Bahn. Durch ihr Straucheln brachte sie zudem die neben ihr laufende Russin Irina Schewtschenko zu Fall, sodass beide ausschieden. Einem Protest der russischen Mannschaft und der Forderung, das Rennen zu wiederholen, wurde nicht stattgegeben.
Damit war der Ausgang dieses Wettbewerbs völlig offen. Bis Streckenhälfte lagen die auf den vier Innenbahnen laufenden Athletinnen Joanna Hayes aus den USA, die Ukrainerin Olena Krassowska, die US-Athletin Melissa Morrison und Lacena Golding-Clarke aus Jamaika ziemlich gleichauf. Doch schließlich setzte sich Joanna Hayes als klare Olympiasiegerin durch und stellte dabei mit 12,37 s sogar einen neuen Olympiarekord auf. Auf Platz zwei kam acht Hundertstelsekunden dahinter Olena Krassowska ins Ziel. Melissa Morrison gewann zum zweiten Mal in Folge Bronze. Die Russin Marija Korotejewa wurde Vierte vor Lacena Golding-Clarke und der Kanadierin Angela Whyte. Zwischen Platz eins und Platz sechs lagen nicht einmal fünf Zehntelsekunden.
Die Ukrainerin Olena Krassowska war die erste Medaillengewinnerin in dieser Disziplin für ihr Land.

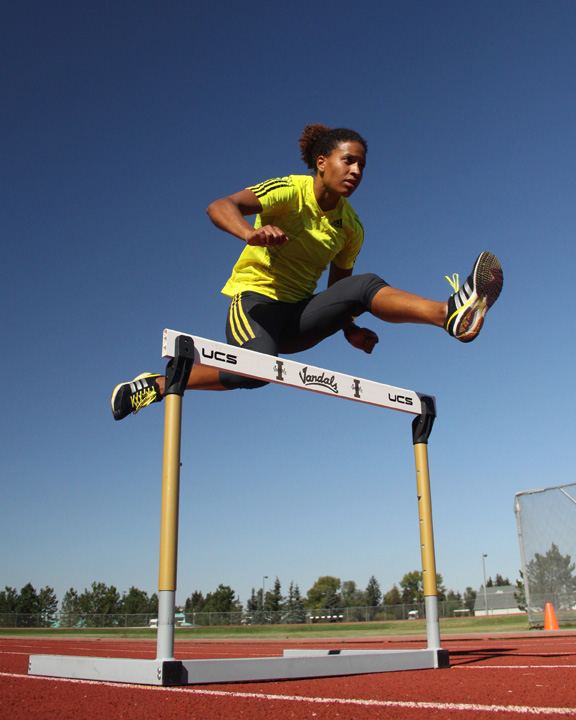
Angela Whyte wurde Olympiasechste
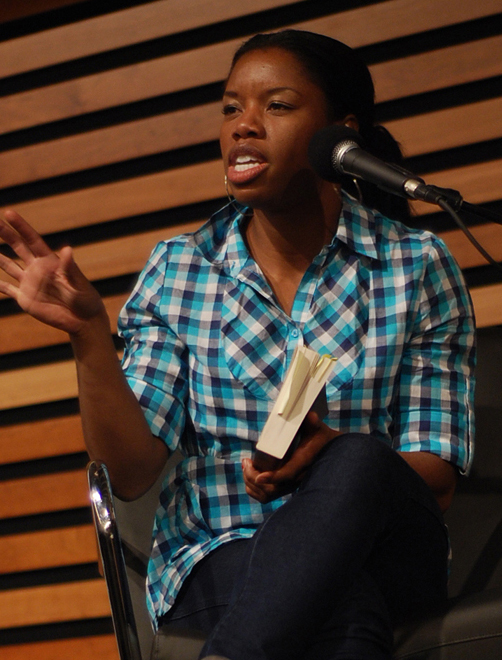
Perdita Felicien erreichte im Finale nicht das Ziel

## Video
- 2004 Olympics Women's 100m Hurdles, youtube.com, abgerufen am 25. Februar 2022